# Alias le Baron
Pour les articles homonymes, voir Le Baron, Baron et The Baron (homonymie).
Alias le Baron ou Le Baron (The Baron) est une série télévisée britannique en 30 épisodes de 50 minutes, créée par Anthony Morton d'après sa série de romans éponymes et diffusée entre le 28 septembre 1966 et le 19 avril 1967 sur le réseau ITV. 
En France, la série a été diffusée à partir du 7 octobre 1967 sur la deuxième chaîne de l'ORTF.

## Synopsis
Cette série met en scène un antiquaire londonien, appelé Le Baron, qui est en réalité un agent infiltré, chargé de combattre les trafics en tous genres.

## Distribution
- Steve Forrest (VF : Gabriel Cattand) : John Mannering alias « Le Baron »
- Sue Lloyd (VF : Michèle Montel) : Cordelia Winfield
- Colin Gordon (VF : Gérard Ferrat) : John Alexander Templeton-Green
- Paul Ferris (VF : Daniel Gall) : David Marlowe

## Épisodes
| N° | #  | Titre                                                                      | Réalisation          | Scénario                    | Première diffusion                      |
| -- | -- | -------------------------------------------------------------------------- | -------------------- | --------------------------- | --------------------------------------- |
| 01 | 01 | Immunité diplomatique Diplomatic Immunity                                  | Leslie Norman        | Dennis Spooner              | Royaume-Uni : 28 septembre 1966 sur ITV |
| 02 | 02 | Épitaphe pour un héros Epitaph for a Hero                                  | John Llewellyn Moxey | Terry Nation                | Royaume-Uni : 5 octobre 1966 sur ITV    |
| 03 | 03 | Les rapaces Something for a Rainy Day                                      | Cyril Frankel        | Terry Nation                | Royaume-Uni : 12 octobre 1966 sur ITV   |
| 04 | 04 | Les quatre cavaliers ou Cheval rouge, cavalier rouge Red Horse, Red Raider | John Llewellyn Moxey | Terry Nation                | Royaume-Uni : 19 octobre 1966 sur ITV   |
| 05 | 05 | L'Ennemi de l'état Enemy of the State                                      | Jeremy Summers       | Dennis Spooner              | Royaume-Uni : 26 octobre 1966 sur ITV   |
| 06 | 06 | Mascarade [1/2] Masquerade [1/2]                                           | Cyril Frankel        | Terry Nation                | Royaume-Uni : 2 novembre 1966 sur ITV   |
| 07 | 07 | Mascarade [2/2] Masquerade [2/2]                                           | Cyril Frankel        | Terry Nation                | Royaume-Uni : 9 novembre 1966 sur ITV   |
| 08 | 08 | Pour usage de faux The Persuaders                                          | Leslie Norman        | Dennis Spooner              | Royaume-Uni : 16 novembre 1966 sur ITV  |
| 09 | 09 | Mortelle Découverte And Suddenly You'Re Dead                               | Cyril Frankel        | Terry Nation Dennis Spooner | Royaume-Uni : 23 novembre 1966 sur ITV  |
| 10 | 10 | Les Légions d'Ammak The Legions of Ammak                                   | John Llewellyn Moxey | Michael Cramoy              | Royaume-Uni : 30 novembre 1966 sur ITV  |
| 11 | 11 | L'Éternel Samouraï Samural West                                            | John Llewellyn Moxey | Brian Degas                 | Royaume-Uni : 7 décembre 1966 sur ITV   |
| 12 | 12 | Le Labyrinthe The Maze                                                     | Jeremy Summers       | Tony O'Grady                | Royaume-Uni : 14 décembre 1966 sur ITV  |
| 13 | 13 | Le Portrait de Louisa Portrait of Louisa                                   | John Llewellyn Moxey | Terry Nation                | Royaume-Uni : 21 décembre 1966 sur ITV  |
| 14 | 14 | Meurtre à l'exposition There's Someone Close Behind You                    | Roy Ward Baker       | Terry Nation Dennis Spooner | Royaume-Uni : 28 décembre 1966 sur ITV  |
| 15 | 15 | Étrange Croisière (1/2) Storm Warning (1/2)                                | Gordon Flemyng       | Terry Nation                | Royaume-Uni : 4 janvier 1967 sur ITV    |
| 16 | 16 | Une île (2/2) Storm Warning: The Island (2/2)                              | Gordon Flemyng       | Terry Nation                | Royaume-Uni : 11 janvier 1967 sur ITV   |
| 17 | 17 | Le Camée de lady Theresa Time to Kill                                      | Jeremy Summers       | Dennis Spooner              | Royaume-Uni : 18 janvier 1967 sur ITV   |
| 18 | 18 | Le Trésor dans la montagne A Memory of Evil                                | Don Chaffey          | Terry Nation Dennis Spooner | Royaume-Uni : 25 janvier 1967 sur ITV   |
| 19 | 19 | Le Baron joue et gagne You Can't Win Them All                              | Don Chaffey          | Dennis Spooner              | Royaume-Uni : 1er février 1967 sur ITV  |
| 20 | 20 | Chimère et Maléfices The High Terrace                                      | Robert Asher         | Dennis Spooner              | Royaume-Uni : 8 février 1967 sur ITV    |
| 21 | 21 | Les Sept Étoiles de la nuit The Seven Eyes of Night                        | Robert Asher         | Terry Nation                | Royaume-Uni : 15 février 1967 sur ITV   |
| 22 | 22 | Chantage et Liberté Night of the Hunter                                    | Roy Ward Baker       | Terry Nation                | Royaume-Uni : 22 février 1967 sur ITV   |
| 23 | 23 | Au bord de la peur The Edge of Fear                                        | Quentin Lawrence     | Dennis Spooner              | Royaume-Uni : 1er mars 1967 sur ITV     |
| 24 | 24 | Un aussi long voyage Long Ago and Far Away                                 | Robert Asher         | Dennis Spooner              | Royaume-Uni : 8 mars 1967 sur ITV       |
| 25 | 25 | Le Guerrier en bronze ou Spirale infernale So Dark the Night               | Robert Tronson       | Terry Nation Dennis Spooner | Royaume-Uni : 15 mars 1967 sur ITV      |
| 26 | 26 | Halte à la mafia The Long, Long Day                                        | Roy Ward Baker       | Tony O'Grady                | Royaume-Uni : 22 mars 1967 sur ITV      |
| 27 | 27 | Rond-point Roundabout                                                      | Robert Tronson       | Terry Nation                | Royaume-Uni : 29 mars 1967 sur ITV      |
| 28 | 28 | L'Homme de nulle part The Man Outside                                      | Roy Ward Baker       | Terry Nation                | Royaume-Uni : 5 avril 1967 sur ITV      |
| 29 | 29 | L'Épée de Corelli ou Compte à rebours Countdown                            | Robert Asher         | Terry Nation                | Royaume-Uni : 12 avril 1967 sur ITV     |
| 30 | 30 | Adieu au passé Farewell to Yesterday                                       | Leslie Norman        | Harry W Junkin              | Royaume-Uni : 19 avril 1967 sur ITV     |

## DVD (France)
La série est sortie en France le 9 septembre 2015 et le 13 avril 2016 en coffret DVD chez l'éditeur LCJ éditions et productions :
- Alias le baron saison 1 volume 1 (15 épisodes) : Image remastérisée au format plein écran en français et anglais Mono sans aucun sous-titres et sans suppléments. 4 DVD5. ASIN B013FAMZXG

Ce premier volume regroupe les épisodes suivants :

- Immunité diplomatique ; Épitaphe pour un héros ; Les rapaces ; Les quatre cavaliers

- L'ennemi de l'état ; Mascarade (1) ; Mascarade (2) ; Mortelle découverte

- Les légions d'Ammak ; L'éternel samouraï ; Le labyrinthe

- Le portrait de Louisa ; Meurtre à l'exposition ; Le camée de Lady Theresa
- Alias le baron saison 1 volume 2 (15 épisodes) : Image remastérisée au format plein écran en français et anglais Mono sans aucun sous-titres et sans suppléments. 4 DVD5. ASIN B01C3B3EXS

Ce second volume regroupe les épisodes suivants :

- Étrange croisière ; Une île ; Le trésor dans la montagne ; Le Baron joue et gagne ; Chimère et maléfices

- Les sept étoiles de la nuit ; Chantage et liberté ; Au bord de la peur ; Un aussi long voyage

- Le guerrier en bronze ; Halte à la mafia ; Rond-point

- L'homme de nulle part ; Compte à rebours ; Adieu au passé